# Khaled Korbi
Khaled Korbi (ur. 16 grudnia 1985 w Tunisie) – piłkarz tunezyjski grający na pozycji środkowego pomocnika. Mierzy 186 cm wzrostu.

## Kariera klubowa
Karierę piłkarską Korbi rozpoczął w klubie Stade Tunisien wywodzącego się ze stolicy kraju, Tunisu. W 2004 roku zadebiutował w jego barwach w rozgrywkach pierwszej lidze tunezyjskiej. Zawodnikiem Stade Tunisien był do końca 2008 roku. Na początku 2009 roku przeszedł do Espérance Tunis. W tamtym roku wywalczył z nim mistrzostwo Tunezji, wygrał Arabską Ligę Mistrzów oraz Puchar Zdobywców Pucharów Afryki Północnej.

## Kariera reprezentacyjna
W reprezentacji Tunezji Korbi zadebiutował 6 czerwca 2009 roku w wygranym 2:0 spotkaniu eliminacji do Mistrzostw Świata w RPA z Mozambikiem. W 2010 roku w Pucharze Narodów Afryki 2010 był podstawowym zawodnikiem i zagrał w 3 meczach: z Zambią (1:1), Gabonem (0:0) i z Kamerunem (2:2).